# Francisco Alberto da Costa Cabral

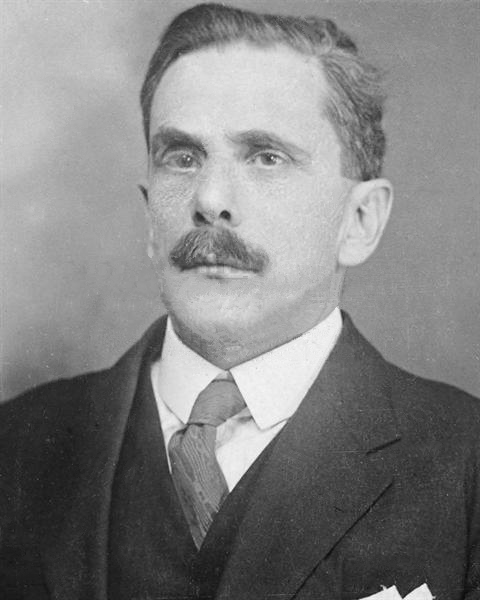
Francisco Alberto da Costa Cabral

Francisco Alberto da Costa Cabral (Lisboa, 19 de Novembro de 1880 — Lisboa, 15 de Setembro de 1946) foi um professor liceal e político que, entre outras funções de relevo, foi Governador Civil do Distrito de Portalegre, Ministro da Instrução Pública e Ministro do Trabalho durante a Primeira República Portuguesa.

## Biografia
Nasceu em Lisboa, filho Francisco de Assis da Costa Cabral, que chegaria ao posto de coronel de Cavalaria e seria ajudante-de-campo do rei D. Manuel II de Portugal.
Foi Ministro da Instrução Pública no governo de Maia Pinto (de 5 de Novembro a 16 de Dezembro de 1921) e Ministro do Trabalho no governo de Domingos Pereira (de 1 de Agosto a 17 de Dezembro de 1925).
Publicou algumas obras de carácter histórico.

## Obras publicadas
- Notas de um bibliófilo. Lisboa : J. Rodrigues & Ca, 1932.
- Dom João II e a Renascença portuguêsa. Lisboa : Livraria Ferin, 1914.